# Parisina d'Este
Parisina d'Este (o, più comunemente, Parisina) è un'opera di Gaetano Donizetti su libretto di Felice Romani.
Debuttò al Teatro della Pergola di Firenze, il 17 marzo 1833.
Opera abbastanza nota, è stata riportata all'attenzione dalla Donizetti renaissance. Tra le esecuzioni storiche quella del 1974 alla Carnegie Hall Opera con Montserrat Caballé, e l'allestimento del 2004 al Teatro Donizetti di Bergamo.

## Cast della prima assoluta
| Personaggio | Interprete           |
| ----------- | -------------------- |
| Azzo        | Domenico Cosselli    |
| Parisina    | Caroline Unger       |
| Ugo         | Gilbert-Louis Duprez |
| Ernesto     | Carlo Ottolini Porto |
| Imelda      | Teresa Zappucci      |

## Trama

### Atto I
L'opera si apre a Ferrara. Ernesto e i nobili attendono il duca Azzo (È desto il duca?). Compare Azzo, che rivela ad Ernesto i suoi sospetti: teme la moglie Parisina, di cui è gelosissimo, lo tradisca, come la precedente moglie, Matilde. A confermare ciò, sarebbe il ritorno a Ferrara di Ugo, un giovane allevato da Ernesto, divenuto il favorito di Azzo, anch'egli innamorato di Parisina. 

Uscito Azzo, entra Ugo, scatenando la paura di Ernesto: sa che Azzo è ancora irato con Ugo, e che il suo esilio non è ancor finito. Ugo rivela il suo amore per Parisina ad Ernesto. 

Parisina, intanto, è con la fida Imelda e le ancelle nei giardini a ristorarsi, quando giungono i suoni della festa. Tra i cavalieri, Parisina scorge Ugo. Rimasti soli, Parisina esorta l'amato a fuggire, anche se lo vorrebbe ancora con sé. Giunge il Duca, che, irato, domanda come mai Ugo si trovi li. Parisina lo difende, suscitando l'ira di Azzo (Il difende! E in sua difesa tanto adopra). 

Le sponde del Po. Azzo concede che Ugo rimanga per la festa, mentre si stanno per imbarcare. Parisina segue il marito e tutto il seguito alla festa (finale concertato: Vieni, vieni, e in sereno sembiante), ma Ernesto, Ugo e Parisina sono divorati dal timore, mentre Azzo dalla rabbia (Ma divoro nel cor tremante un timor/furor che non posso frenar).

### Atto II
Imelda e le ancelle commentano la festa (Lieta era dessa), felici della gioia di Parisina e della tranquillità di Azzo. Solo Imelda è timorosa. Entra Parisina, che, stanca, si addormenta. Le ancelle la lasciano sola, ma furtivo Azzo entra nella camera, e spia Parisina, che, sonnambula, nel sonno crede di vedere Ugo e di fuggire assieme a lui. Azzo grida, irato, svegliando Parisina, e l'accusa di tradimento, avendola sentita nel sonno invocare il nome di Ugo. Parisina, disperatamente, ammette il suo amore per lui. Azzo fa per ucciderla, ma si ferma (Non pentirti, mi ferisci). 

Alla festa, Ugo è preoccupato per il ritardo di Parisina, che attende nella sala. Entrano gli armigeri che gli intimano di seguirlo dal Duca, che vuole interrogarli se il tradimento di Parisina è vero. Azzo fa per condannarli a morte, quando Ernesto interviene, dicendo che Ugo è il figlio di primo letto del Duca, affidatogli da Matilde dopo la sua cacciata. Azzo lo riconosce, e annulla la condanna.

### Atto III
Nella cappella (coro iniziale Muta, insensibile), Parisina prega per la salvezza dell'amato, quando Imelda le porta un biglietto di Ugo, che la invita a fuggir con lui. Parisina, dubbiosa, esita, poi è decisa, quando si odono suoni funebri. Azzo compare, bloccando Parisina, e mostra a lei il cadavere di Ugo. Parisina, al colmo dell'orrore, non regge alla visione dell'amato (Ugo è spento! A me si renda!) e muore, tra l'orrore dei presenti.

## Struttura musicale
- Sinfonia

### Atto I
- N. 1 - Introduzione e Cavatina Azzo È desto il duca? - Per veder su quel bel viso (Ernesto, Coro, Azzo)
- N. 2 - Duetto Ugo e Ernesto Io l'amai fin da quell'ora
- N. 3 - Cavatina Parisina Forse un destin che intendere (Parisina, Imelda, Coro, Ugo)
- N. 4 - Finale I Dillo...io te'l chieggo in merito - Ah! Tu sai che insiem con esso - Voga, voga, quel lago stagnante (Ugo, Parisina, Imelda, Coro, Azzo, Ernesto)

### Atto II
- N. 5 - Introduzione Lieta era dessa, e tanto? (Imelda, Coro)
- N. 6 - Aria Parisina Sogno talor di correre (Parisina, Imelda, Coro)
- N. 7 - Duetto Parisina e Azzo Ah! Chi veggio? Tu signore?
- N. 8 - Coro È dolce le trombe cambiar co' sistri
- N. 9 - Aria Ugo Io sentii tremar la mano
- N. 10 - Finale II A che vieni? E presentarti - Per sempre, per sempre sotterra sepolto (Azzo, Ernesto, Parisina, Ugo)

### Atto III
- N. 11 - Introduzione Muta, insensibile (Coro)
- N. 12 - Finale III Ciel sei tu che in tal momento - Ugo!...è spento! A me si renda (Parisina, Azzo, Coro, Imelda)

## Discografia
| Anno | Cast (Azzo, Ugo, Parisina, Imelda, Ernesto)                                                | Direttore, Orchestra e Coro | Etichetta |
| ---- | ------------------------------------------------------------------------------------------ | --- | --- |
| 1964 | Giulio Fioravanti, Renato Cioni, Marcella Pobbe, Margherita Pogliano, Franco Ventriglia    | Bruno Rigacci, Orchestra e Coro del Teatro Comunale di Bologna (Registrazione dal vivo al Teatro dei Rinnovati di Siena)                                                               | LP: - E.J. Smith «The Golden Age of Opera» EJS 317 (1965) - Melodram MEL 171 CD: - Giuseppe Di Stefano GDS 21020 - The Opera Lovers PARI 196401 (2008) |
| 1974 | Louis Quilico, Jerome Prûett, Montserrat Caballé, Eleanor Bergquist, James Morris          | Eve Queler, New York Opera Orchestra, Schola Cantorum (Registrazione dal vivo alla Carnegie Hall di New York)                                                                          | LP: - Mauro R. Fuguette MRF 107 S - Historical Operatic Performances Edition HOPE 214 CD: - Standing Room Only SRO 836-2 - Pantheon PHE 6638-6639 - Great Opera Performances G.O.P. 771 CD 2 (1996) - Myto 2MCD 984.193 (1998) - Myto «Devotion» MDCD 0002 (2007) - Celestial Audio CA 767 (2008) - Myto MDCD 0002 (2007) |
| 1990 | Giorgio Zancanaro, Dano Raffanti, Mariella Devia, Tiziana Tramonti, Dimitri Kavrakos       | Bruno Bartoletti, Orchestra e Coro del Maggio Musicale Fiorentino (Registrazione dal vivo al Teatro comunale di Firenze, 27 maggio)                                                    | CD: - Premiere Opera Ltd. CDNO 3991-2 (2009) |
| 1997 | Carmelo Corrado Caruso, Amedeo Moretti, Sonia Dorigo, Elena Belfiore, Davide Rocca         | Paolo Carignani, Orchestra del Teatro Rossini di Lugo e Coro Associazione Culturale M.A.S.T.E.R. (Registrazione dal vivo al Teatro Rossini di Lugo, novembre)                          | CD: - Bongiovanni GB 2212/13-2 |
| 1997 | Ramon De Andrès, Amedeo Moretti, Aleksandrina Pendačanska, Daniela Barcellona, Eldar Aliev | Emmanuel Plasson, Orchestra della Svizzera Italiana e Coro della Radio Televisione Svizzera Italiana (Registrato all'Auditorium della Radio Svizzera Italiana di Lugano il 19 gennaio) | CD: - Dynamic CDS 277/1-2 (2000) |
| 2008 | Nicola Alaimo, José Bros, Carmen Giannattasio, Ann Taylor Nicola Ulivieri                  | David Parry, London Philharmonic Orchestra e Geoffrey Mitchell Choir | CD: - Opera Rara ORC 40 |